# Gordon Link
Gordon Link es una historieta italiana de terror de la Editoriale Dardo, creada por Gianfranco Manfredi.
Caracterizada por un tono muy irónico, apareció por primera vez en 1991 con el episodio titulado "Un baule pieno di Gin". Fue editado hasta 1993.

## Argumento y personajes
Gordon Link es un expolicía del Departamento Casos Insólitos que se desempeña como jefe y coordenador de los Ghostfinder, un grupo de cazafantasmas con base en Hinterland, la capital de los Estados Unidos de Europa. El personaje, creado graficamente por Raffaele Della Monica, está inspirado físicamente en el actor Kyle MacLachlan, el Dale Cooper de la serie Twin Peaks. Fuma en pipa, conduce una Bugatti EB110, es un dandi y está próximo a divorciarse de la comisaría de policía Jessica Pinkerton, con la cual sigue teniendo una relación sexual.
Además de Gordon, los Ghostfinder están compuestos por: Helga, médium y secretaria punk y sensual; Nick, dotado de una fuerza extraordinaria acompañada por un cierto retraso mental; Arun "Chuck" Chuckraverty, un científico loco. A estos se añaden Kalimba, una enorme planta carnívora usada como perro guardián, y Puki, una criatura parecida a los critters mas muy tierna e inofensiva.

## Autores

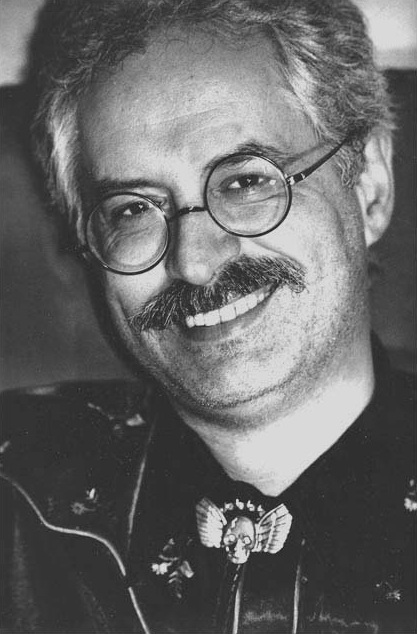
El creador de la serie, Gianfranco Manfredi.

### Guionistas
Gianfranco Manfredi, Gian Luca Casseri, Davide Longoni, Marco Maffeis, Alessandro Manitto, Pierfrancesco Prosperi, Claudia Salvatori, Marcello Toninelli.

### Dibujantes
Raffaele Della Monica, Bergamini, Gaspare Cassaro, Emilio Cecchetto, Leo Cimpellin, Crivello, D'Auria, De Luca, Alberto Gennari, Maurizio Picerno, Luca Rossi, Franco Tarantola, Marco Torricelli, Antonella Vicari, Voeller.